# 티에리 오메예르
티에리 오메예르(프랑스어: Thierry Omeyer, 1976년 11월 2일~)는 프랑스의 핸드볼 선수, 체육행정인으로 포지션은 골키퍼이다. 2008년 국제 핸드볼 연맹에서 선정한 올해의 선수상을 받았다. 그 외에 2006년 유럽 선수권 대회와 2008년 하계 올림픽에서 최우수 골키퍼로 선정되었으며, 2008년 올림픽, 2012년 올림픽, 2009, 2011, 2015년 세계 선수권 대회에서 올스타 팀으로 선정되었다. 
독일 분데스리가의 THW 킬을 제외하고 모두 모국인 프랑스에서 선수 생활을 보냈다. 프로 선수로 활동하면서 EHF 챔피언스리그 4회, 프랑스 리그 15회, 프랑스컵 7회 우승했다. 이러한 활약으로 핸드볼 선수 경력 동안 총 우승 타이틀 59개를 획득하여 디디에 디나르(42개)를 누르고 프랑스 핸드볼 역사상 가장 성공을 거둔 선수로 평가받고 있다.
1999년부터 2017년까지 프랑스 대표팀의 일원으로 활동하여 358경기에 출전했다. 국가대표 선수로 활동하는 동안 올림픽에서 2관왕에 올랐고, 세계 선수권 대회 5회, 유럽 선수권 대회 3회 우승을 달성하며 메이저 국제 대회에서 총 금메달 10개를 획득하여 프랑스 대표팀 선수 최다 메이저 메달 획득 기록을 세웠다.